# مهماندوست (ترکمانچای)
مهماندوست، روستایی در دهستان بروانان غربی بخش مرکزی شهرستان ترکمانچای در استان آذربایجان شرقی ایران است.

## پیشینه
این روستا قدمت تاریخی زیادی دارد. هرچند تحقیقات باستان‌شناسی در آن انجام نگرفته، اما آثار موجود و به‌دست‌آمده قدمت آن را حتی به قبل از میلاد مسیح می‌رساند. طبق اعتقاد و باور اهالی روستا قبلاً این منطقه به‌نام «مهمان‌شهر» بوده و در اثر زلزله ویران شده و روستای فعلی مهماندوست بر روی خرابه‌های مهمان‌شهر بنا شده است که وجود آثار باستانی موید این مطلب است. از جملهٔ این آثار می‌توان به «کول دره‌سی» که به کرات آثار سفالی و سکه‌های قدیمی توسط اهالی یا موقع لوله‌کشی آب در آن پیدا شده، اشاره کرد. وجود گورستان قدیمی در آن طرف رودخانه و وجود تپه‌های مختلف از جمله تپهٔ «سعیدکلهی» و گورهای مختلف در اطراف روستا از جمله قول قبری و سنگ‌های قدیمی از جمله «اللهیار داشی» در «قازان‌بلاغی» مهماندوست که دزدان آثار باستانی آن را جابه‌جا کرده و خسارتی به آن وارد کرده‌اند و «پیرننه داشی» در درهٔ قدیمی «پیر دره‌سی» که این سنگ قدیمی که اهالی برای زیارت و نذر و نیاز دور آن جمع می‌شدند در سال‌های اخیر از بین رفته است و قازان‌بلاغی که منطقهٔ مشترکی با روستای سانیان سفلی است مربوط به دورهٔ غازان پسر ارغون و همچنین وجود چندین غار یا به گفته اهالی «کهول» و آثار چندی از این قبیل نظر اهالی را در این مورد تأیید می‌کند.
۱-موقعیت جغرافیایی
روستای مهماندوست با وسعتی در حدود ۲۰ کیلومتر مربع در گوشه شمال غرب ایران، جنوب شرق استان آذربایجان شرقی و شمال غرب شهرستان میانه و بخش ترکمانچای قرار دارد. از نظر مختصات جغرافیایی مدارهای “50.4 ‘36 o37 الی “36 ‘39 o37 منتهی‌الیه شمالی و جنوبی و نصف النهارات “36 ‘18 o47 الی “44.4 ‘22 o47 حد شرقی و غربی آن را شامل می‌شوند. روستای مهماندوست شش همسایه در اطراف خود دارد که عبارتند از: روستاهای کلهر و ینگجه از شمال، روستای ورزقان از شمال شرق، مزارع بخش ترکمانچای از شرق و جنوب شرق، روستای غریب دوست از بخش جنوبی و روستای سانیان سفلی از سمت غرب و شمال غرب آن را احاطه کرده‌اند

## آب و هوا
این قسمت از شهرستان ترکمانچای به مانند سایر قسمت‌های استان آذربایجان شرقی بیشتر تحت تأثیر توده‌های مدیترانه ای (با منشأ اقیانوس اطلس) و عرض‌های میانی (با منشأ دریای سیاه) می‌باشند (حسین خانی و همکاران، ۱۳۹۰).

### بارندگی
نزدیک‌ترین ایستگاه باران سنجی به منطقه مورد مطالعه ایستگاه باران سنجی ترکمانچای است که بررسی داده‌های آن حاکی از حاکمیت رژیم بارندگی مدیترانه‌ای است. اغلب بارش‌ها در فصل زمستان به صورت برف و در فصل بهار و پاییز به صورت باران است. همچنین متوسط بارش در ایستگاه ترکمانچای سالانه ۳۵۲٫۳۳ میلی‌متر (سازمان هواشناسی، ۱۳۹۱) است.

### حرارت
این منطقه دارای تابستان‌های گرم تا بسیار گرم و زمستان‌های سرد تا بسیار سرد در سال‌های متوالی است. فرا رسیدن فصل زمستان در بعضی سال‌ها ناگهانی بوده و سرعت تغییرات دما در مقایسه با مناطق مرطوب بیشتر است. از این‌رو تغییرات سالانه، فصلی و شبانه‌روزی دما در منطقه زیاد و قابل توجّه بوده و به ویژه تغییرات نهایی دما بسیار چشمگیر است. چنین اختلاف قابل ملاحظه در تغییرات دمایی، انعکاسی از موقعّیت برّی منطقه است؛ زیرا در طول فصل تابستان به علّت طولانی بودن ساعات روز، مقدار انرژی دریافتی زیاد بوده و همچنین به دلیل نفوذ توده‌های مداری برّی و شفّافیّت هوا، با نم نسبی ناچیز افزایش درجهٔ حرارت نیز قابل توجّه است. امّا در فصل زمستان حاکمیّت توده‌های هوای سرد برّی و هجوم توده‌های هوای قطبی موجب افت دما در منطقه می‌شود.

### مخاطرات طبیعی مرتبط با شرایط جوی
سیل ناشی از بارش ناگهانی باران، هجوم توده‌های هوای سرد (سرمای دیر رس بهاری و زود رس پاییزی)، بارش تگرگ و خشکسالی از مهم‌ترین خطرات مرتبط با شرایط جوی هستند. موقعیت کوهستانی منطقه به ویژه در مواقع بارش رگبارهای شدید، باعث طغیان رودها و تخریب مزارع کشاورزی می‌گردد.
در بعضی از سال‌ها، در اوایل بهار، هوای سرد قطبی از طرف روسیه به سمت کشورمان از جمله استان آذربایجان شرقی حرکت می‌کند و در اثر بروز سرمای ناگهانی، باغ‌ها به ویژه درختان بادام، زرد آلو و مزارع را در بیشتر شهرستان‌های استان تهدید می‌کند. ورود این توده هوا در اوایل پاییز باعث شکستن شاخ و برگ درختان می‌شود و در جمع‌آوری بعضی از محصولات کشاورزی مشکلاتی را به وجود می‌آورد. در ماه‌های گرم سال نیز ریزش تگرگ، محصولات کشاورزی را تهدید می‌کند. در سال‌های اخیر نیز وقوع خشکسالی و کمبود ریزش‌های جوّی بخش کشاورزی را با مشکل جدّی روبرو ساخته است.

## توپوگرافی

### ارتفاع
مهم‌ترین و نزدیک‌ترین عارضه توپوگرافیکی در منطقه مورد مطالعه کوه‌های بزقوش با ارتفاع تقریبی ۳۲۰۰ متر می‌باشند. بیشتر مساحت منطقه شامل زمین‌های مسطح و تپه‌ها است. همچنین کمترین و بیشترین ارتفاع در منطقه به ترتیب ۱۶۵۹ و ۱۷۹۶ متر است (شکل ۲).

### شیب
تجزیه و تحلیل شیب بخش بسیار مهمی از اطلاعات حیاتی برای فرایند برنامه‌ریزی و استفاده از زمین است. امروزه اهمیت نقشه‌های شیب به حدی است که متخصصان بسیاری از علوم ناگزیر می‌باشند در طرح‌های خود این نقشه‌ها را مورد استفاده قرار دهند. به عنوان نمونه به علت حساس بودن زمین‌های زراعی در مقابل شیب، اهمیت میزان شیب از جنس خاک (قابلیت خاک) بیشتر است؛ لذا استفاده از نقشه‌های شیب برای تشخیص میزان شیب در نواحی مختلف زراعی ضروری به نظر می‌رسد. به‌طور کلی باید گفت زمین‌هایی که شیب بیشتر از ۲۰ درصد دارند، برای زراعت قابل استفاده نمی‌باشند. برای بررسی وضعیت شیب منطقه لایه شیب بدست آمده از منطقه به هشت کلاس به شرح زیر تقسیم گردید (جدول ۱).
| جدول ۱: توزیع طبقات شیب اراضی روستای مهماندوست |              |             |           |
| ردیف                                           | طبقه شیب (%) | مساحت (km2) | مساحت (%) |
| ۱                                              | ۰–۲          | ۱۰٫۸۸       | ۵۳٫۱۹     |
| ۲                                              | ۲–۵          | ۰٫۰۴۵       | ۰٫۲۲      |
| ۳                                              | ۵–۸          | ۰٫۱۱۳       | ۰٫۵۵      |
| ۴                                              | ۸–۱۲         | ۳٫۴۷        | ۱۶٫۹۶     |
| ۵                                              | ۱۲–۱۵        | ۰٫۳         | ۱٫۴۶      |
| ۶                                              | ۱۵–۳۰        | ۴٫۲         | ۲۰٫۵۳     |
| ۷                                              | ۳۰–۶۰        | ۱٫۲۸        | ۶٫۲۵      |
| ۸                                              | >۶۰          | ۰٫۱۶        | ۰٫۷۸      |

بررسی جدول ۱ نشان می‌دهد که طبقه ۲–۰ درصد با ۵۳٫۱۹٪ بیشترین مساحت منطقه را به خود اختصاص داده است. در مرحله بعدی طبقه ۳۰–۱۵ درصد با ۲۰٫۵۳ از مساحت کل منطقه در رتبه بعدی قرار دارد. به‌طور کلی شیب کلی این منطقه به سمت رودخانه فصلی سِل چایی است.

## پوشش گیاهی
پوشش گیاهی این منطقه به دلیل تأثیر آب و هوای مدیترانه‌ای و وجود پستی و بلندی‌ها از تنوع گوناگونی برخوردار است. تراکم گیاهی بیشتر در فصل بهار است زیرا بعضی مواقع سرمای شدید زمستان و بعضی مواقع قطع شدن باران و افزایش گرمای تابستان، سبب خشک شدن و از بین رفتن بخشی از پوشش گیاهی می‌شود. از مهم‌ترین گونه‌های گیاهی می‌توان به انواع گون‌ها، کنگر، پونه، علف آبه، بولاغ اوتی، کاکوتی، بومادران، مرزه کوهی، قاز آیاغی، ترشک، اسپند، خاکشیر، ریواس، پونه، نعناع کوهی، درمنه و کاکوتی و گیاهان خانواده استپیا، آرتمیزیا و آستراگالوس اشاره کرد.